# Dyschoriste broiloi
Dyschoriste broiloi là một loài thực vật có hoa trong họ Ô rô. Loài này được Pic.Serm. mô tả khoa học đầu tiên năm 1951.